# Hermann Virl
Hermann Virl  (* 22. Juni 1903 in München; † 2. August 1958 ebenda) war ein in München tätiger Graphiker, Gebrauchsgraphiker und Künstler.

## Leben und Karriere
Virl studierte von 1919 bis 1923 an der Akademie für Angewandte Kunst München bei Fritz Helmuth Ehmcke und Richard Riemerschmid. Anschließend arbeitete er als Atelierleiter in einem Zeitungsverlag in Saarbrücken, bevor er von 1924 bis 1926 als freier Grafiker in München lebte und an der Zeitschrift „Fliegende Blätter“ mitarbeitete. 1926 wurde Virl Professor an der Staatlichen Kunstgewerbeschule in Kassel; dort leitete er auch die grafische Abteilung. Von 1931 bis 1945 unterrichtete er an der Meisterschule für Deutschlands Buchdrucker, der späteren Akademie für das graphische Gewerbe, die heute in die Fachhochschule München eingegliedert ist. Von 1945 bis 1958 lebte Virl wieder als freischaffender Grafiker und Maler in München. 1949 entwarf er eine 100-DM-Banknote mit dem Porträt von Goethe, der jedoch zu Gunsten des Entwurfs von Max Bittrof verworfen wurde.

## Schüler
- Richard von Sichowsky

## Veröffentlichungen (Auswahl)
- Das Wunder der Schrift. Philosophische Betrachtung, [München]: [Meisterschule f. Deutschlands Buchdrucker] 1940.
- als Buchgestalter mit Wilhelm Hassenstein (Hrsg.): Das Feuerwerkbuch von 1420. 600 Jahre deutsche Pulverwaffen und Büchsenmeisterei. Neudruck des Erstdruckes aus dem Jahr 1529 mit Übertragung ins Hochdeutsche und Erläuterungen von Wilhelm Hassenstein. Verlag der Deutschen Technik, München 1941 (= Die Bücher der Deutschen Technik).
- Die Schriftentwicklung im XX. Jahrhundert, Stuttgart: Blersch 1948 (= Typographische Lehrbriefe; 2).
- Die Entstehung und die Entwicklung der Schrift, Stuttgart: Blersch 1949.